# Ostinato (Album)
Ostinato ist ein Jazzalbum, das im Jahr 1985 aufgenommen und veröffentlicht wurde. Es ist das Debütalbum des Paolo Fresu Quintetts.

## Hintergrund
Das Album orientiert sich in seiner Art an dem modalen Jazzansatz von Miles Davis. Der Titeltrack Ostinato ist über eine Reihe von sich ständig weiterentwickelnden Themen aufgebaut, die sich alle acht oder zwölf Takte, von Soli unterbrochen, wiederholen. Mit der Zeit verschiebt sich die Melodie subtil zu Round About Midnight.

## Rezeption
Thom Jurek vergab bei allmusic vier von fünf Sternen und schrieb

“This early date by the now celebrated Paolo Fresu Quintet from 1985 is revelatory in terms of how the band developed its lyrical interplay and tightly woven arrangements. […] This was, and remains, an excellent debut.”

„Dieses frühe Zusammentreffen des jetzt gefeierten Paolo Fresu Quintets aus dem Jahr 1985 ist aufschlussreich in Bezug darauf, wie die Band ihr lyrisches Zusammenspiel und ihre dicht gewebt Arrangements entwickelt. […]  Dies war, und bleibt, ein hervorragendes Debütalbum.“

Richard Cook und Brian Morton bewerteten das Album im Penguin Guide to Jazz mit drei (von vier) Sternen.

## Titelliste
Alle Stücke von Paolo Fresu, soweit nicht anders vermerkt
1. Ostinato/'Round About Midnight/Ostinato (Paolo Fresu / Thelonious Monk) – 15:20
2. La Danza Delle Ombre (Ettore Fioravanti) – 5:43
3. Comina (Roberto Cipelli) – 4:31
4. Paraponzi/Venti Freddi/Paraponzi – 7:11
5. Pin Pon – 4:22
6. Cotton Club – 3:19